# Кет Далія
Катріана Сандра Угет (англ. Katriana Sandra Huguet; нар. 29 липня 1990, Маямі, Флорида, США) — американська співачка та авторка пісень кубинського походження, відоміша за сценічним ім'ям Кет Далія. Відома гострими текстами та унікальною агресивною подачею. Дебютний альбом My Garden вийшов 2015 року.

## Ранні роки
Катріана Сандра Угет народилася 29 липня 1990 року в Маямі, Флорида, у родині кубинських емігрантів. У 15 років почала самостійно писати пісні. У 18 років переїхала до Нью-Йорка. Там набула різний життєвий досвід, включаючи «токсичні відносини», як потім описувала, з яких, проте, дістала натхнення для творчої роботи. Обираючи сценічне ім'я, погодилася на пропозицію свого продюсера Kat Dahlia.

## Музична кар'єра
Після самостійного фінансування міні-альбому та одного відеокліпу Кет помітила Аманда Берковітц з лейблу Vested In Culture та одразу підписала співачку.
Першою її піснею та відеокліпом стала робота «Gangsta». Відео, зняте в Маямі, показувало складнощі, через які співачка пройшла у житті. 5 березня 2013 року офіційно видала цифровий реліз трьох пісень: «Gangsta», «Money Party» та «Mirror». 17 грудня 2013 року виклала у вільний доступ в інтернеті пісню «Crazy». Дебютний альбом My Garden побачив світ 15 січня 2015 року. Альбом опинився на 54-й сходинці чарту Billboard 200, отримав переважно схвальні відгуки критики.
9 травня 2016 року на SoundCloud співачка видала третій міні-альбом 20s, 50s, 100s, де присутні три пісні: «Run It Up», «Voices in My Head» та «Lion».
21 липня 2017 року на всіх стрімінгових сервісах вийшов новий сингл «Body and Soul».
4 травня 2018 року в співпраці з Салаамом Ремі випустила EP South Beach Social Club.

## Дискографія

### Альбоми
- My Garden (2015)
- Seven (2020)

### Міні-альбоми
- Shades of Gray (як Kat Hue) (2012)
- 20s, 50s, 100s (2016)
- South Beach Social Club (2018)

### Сингли
- «Gangsta» (2013)
- «Crazy» (2014)
- «Money Party» (featuring Polly A.) (2014)
- «I Think I'm in Love» (2015)
- «Friday Night Majic» (2017)
- «Sirens» (2017)
- «Manipulator» (2017)
- «Body and Soul» (2017)
- «I'm Doin Good» (2019)

## Відеокліпи
| Пісня                 | Рік  | Режисер        |
| --------------------- | ---- | -------------- |
| «Devil's Command»     | 2013 | Едвін Ескобар  |
| «Gangsta»             | 2013 | Саманта Лечча  |
| «Happy and I Know It» | 2014 | Марлон Сантіні |
| «The High»            | 2014 | Майкл Гарсія   |
| «Crazy»               | 2014 | Rankin         |
| «My Garden»           | 2015 | Майкл Гарсія   |
| «I Think I'm In Love» | 2015 | Саманта Лечча  |
| «Run It Up»           | 2016 | Монік Чавес    |